# Groote Sociëteit (Tiel)
De Groote Sociëteit in de Gelderse stad Tiel is een vereniging van ongeveer 135 heren. Zij heeft als enige doelstelling het gezellig samenzijn onder het genot van een goed glas en met een goed gesprek.

## Geschiedenis
De sociëteit is opgericht op 27 maart 1764. In deze periode ontstonden sociëteiten in veel Nederlandse steden. Van sommige voert de geschiedenis terug tot de achttiende eeuw, maar de Groote Sociëteit heeft als enige nog haar oorspronkelijke oprichtingsakte. Zij is daarmee de oudste nog bestaande sociëteit van Nederland. 
De sociëteit werd opgericht om kennis te nemen van de diverse dagbladen en om daarover in besloten kring te kunnen discussiëren. Zij wilde uitdrukkelijk niet politiek zijn, maar kende in de jaren 1785-1787 ook wel discussies tussen de patriotten en de prinsgezinden. Na de Bataafse Revolutie werd de sociëteit in 1798 voor korte tijd verboden, maar na drie maanden ging zij weer open. 
In 1789 liet de sociëteit aan de Waal een groot pand bouwen (de vismarkt moest daarvoor verplaatst worden naar de overkant van het Plein). Daar worden nog altijd de wekelijkse bijeenkomsten gehouden, maar het pand is geen eigendom meer en huisvest nu het Flipje & Streekmuseum. 
De Groote Sociëteit betrok tussen 1900 en 1930 haar leden vooral uit de rechterlijke macht ter plaatse. Toen de arrondissementsrechtbank in Tiel werd opgeheven, zag de sociëteit zich dan ook gedwongen tot een fusie met de Tielse Buitensociëteit Bellevue (1936), waarvan veel ondernemers lid waren.
Op vrijdag 28 maart 2014 ontving de sociëteit ter gelegenheid van haar 250-jarig bestaan de Koninklijke Erepenning uit handen van burgemeester Beenakker.

## Gewoonten
Naast de wekelijkse bijeenkomsten heeft de Groote Sociëteit enkele oude tradities. Op de vrijdag het dichtst bij 27 maart wordt jaarlijks de dies natalis gevierd. In oktober kent men ter gelegenheid van de Tielse kermis de zogenoemde palingborrel. Lid van de sociëteit kan men alleen worden na daartoe uitgenodigd te zijn.